# Port de plaisance d'Aix-les-Bains
Le port de plaisance d'Aix-les-Bains est une structure portuaire de plaisance érigée à Aix-les-Bains, en Savoie, sur une portion de la rive est du lac du Bourget, plus grand lac d'origine naturelle en eau douce de France.
C'est le plus grand port de plaisance en eau douce de France.
Le site a été créé à partir de la fin du XVIIIe siècle mais s'est principalement développé au XIXe siècle.

## Présentation
Le port d'Aix-les-Bains est composé de trois sites, distants de quelques centaines de mètres :
- Le Petit Port, situé au sud de l'esplanade du lac, au niveau de l'aquarium du lac du Bourget. Il comporte plus de 500 emplacements[3].
- Le Grand Port, partie majeure de l'espace maritime aixois. La capitainerie est implantée sur ce site ainsi que le club nautique de voile d'Aix-les-Bains (CNVA)[4]. Il comporte quatre bassins d'entrée. Il possède un peu moins de 1 000 places[3].
- Le Port de Mémard, implanté au nord de l'espace, est situé à côté du Jardin Vagabond. Ce dernier, plus petit et récent, ne comporte que 80 emplacements[3].

## Histoire
Au XVIIIe siècle, l'accès au lac était restreint par une seule parcelle de terrain communal.
Ainsi, en 1784, on apprend que le gouvernement propose de créer un port pour « mettre à couvert les barques du transport des sels de Peccais, des vents du midy et du nord ». Ainsi, sous les ordres de l'ingénieur Garella et les plans de l'architecte Giulio, on débuta le chantier avec l'implantation de poteaux pour attacher les barques sur les rives du lac. Un chemin fut, dans le même temps, aménagé.
En 1799, un projet agrandissement du port fut entrepris, sans suite, par le gouvernement français.
À la suite d'une loi édictée en 1806, l'État concéda la zone portuaire à Rambert, une compagnie maritime. Cependant, le groupe avait pour obligation d'effectuer les travaux nécessaires et de veiller au bon entretien du port, en échange de droits de perceptions sur les marchandises qui avaient transité sur le site les précédentes années. L'avancement du chantier fut limité.
À la suite des taxes imposées par Rambert sur le port, la ville d'Aix-les-Bains décida de contester les travaux pour non-conformité en 1811.
Une nouvelle société reprit les travaux en avril 1829, en s'attaquant aussi à l'élaboration du canal de Savières, au nord du lac.
Entre les années 1830 et 1850, des terrains furent rachetés par la société avec Pierre-François Bachet et la zone s’agrandit progressivement. Ainsi, une verrerie s'implanta et le trafic fluvial augmenta. Des bateaux, parfois longs d'une centaine de mètres, faisaient le trajet Lyon/Aix-les-Bains et la digue du port fut consolidée, par mesure de sécurité, pendant plusieurs années, jusqu'en 1858.
Par ailleurs, la Société du Canal du Bourget qui exploitait une ligne de bateau à vapeur sur le lac, demanda à la ville d'établir des bassins froids au niveau de l'actuel Petit Port.
Par la suite, la ville d'Aix-les-Bains fit agrandir l'esplanade du lac vers le sud, en achetant successivement des terrains. En 1886, elle racheta l'hôtel Beau Rivage et des travaux au niveau de l'embouchure du Tillet, au Petit Port, furent engagés à la charge de la commune, la préfecture ayant refusé le projet. Durant les années 1890, le Grand Port fut restauré et un phare créé ; l'accès étant ainsi plus facile pour les bateaux à vapeur. 

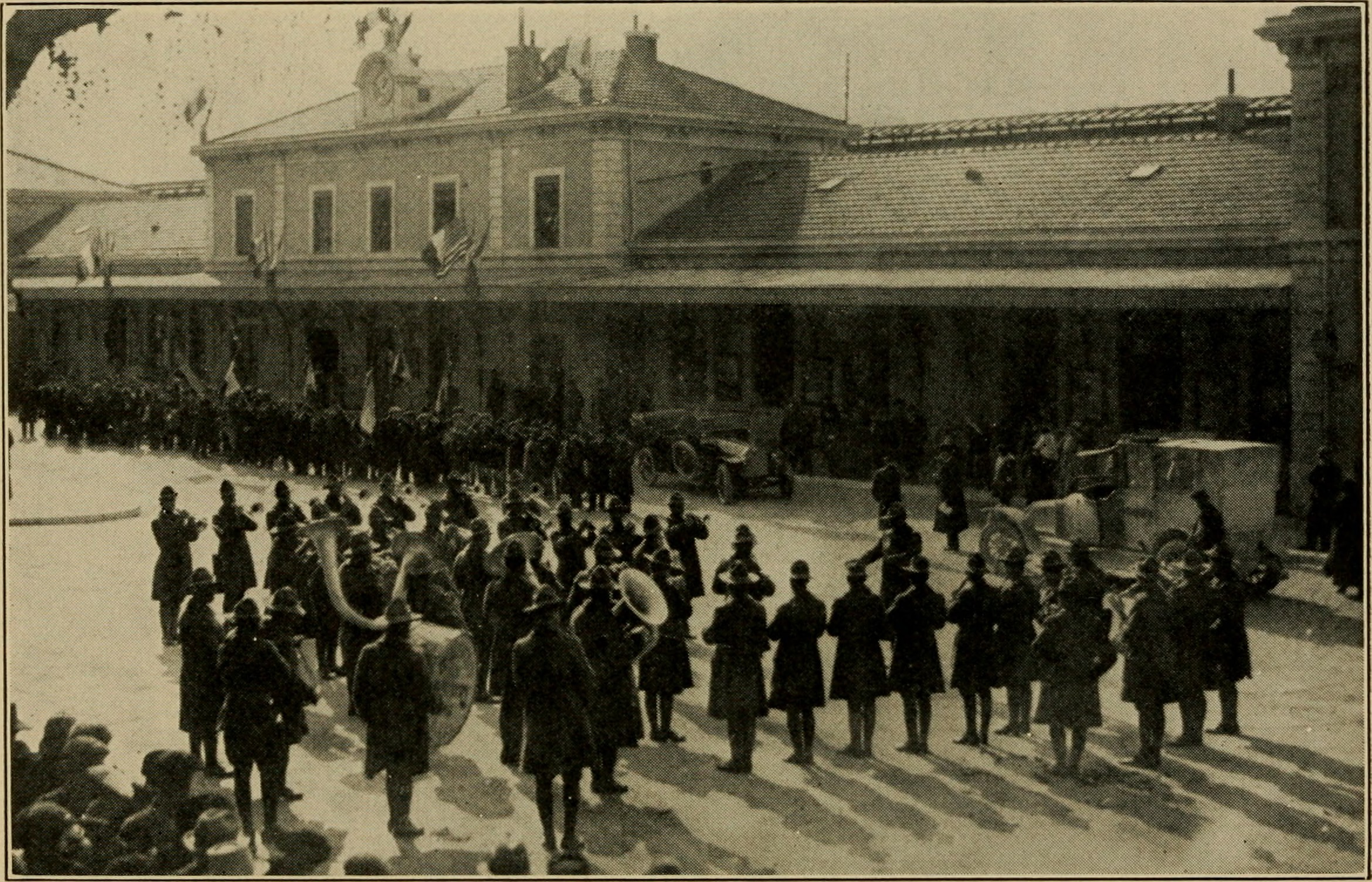
Des soldats américains à Aix-les-Bains en 1918.

Durant les années 1910, un projet de division du port en deux parties, l'une pour les bateaux à vapeur et l'autre pour la plaisance, fut avancé par les Ponts et Chaussées. Ainsi, plusieurs vagues de travaux furent engagées et en 1933, on recensa trois bassins.
Ce n'est que dans les années 1950 que le Petit Port fut vraiment accessible à de nombreux bateaux.
En 1957 et en 1962, la ville obtint la concession de l'ensemble de la zone portuaire de la part de l'État. Ainsi, des travaux furent entrepris par le syndicat intercommunal à vocations multiples du lac du Bourget comme la construction d'une grande digue de protection au nord des ports et d'un bassin supplémentaire entre les années 1980 et 1990.
Ancien port de commerce, la zone portuaire d'Aix-les-Bains est aujourd'hui un lieu de plaisance uniquement,.

## Activités
Station touristique, Aix-les-Bains possède le lac comme atout naturel majeur. Ainsi, en période estivale, les touristes sont très présents sur le site ; des départs touristiques sur le lac en bateau étant organisés depuis de nombreuses années.
Station nautique 3 étoiles depuis 2001, la commune organise également des événements en rapport avec le lac du Bourget et son port de plaisance chaque année. Par exemple, la fête du lac, avec des bateaux décorés et diverses manifestations, est organisée au mois de juillet au Petit Port. 

## Galerie

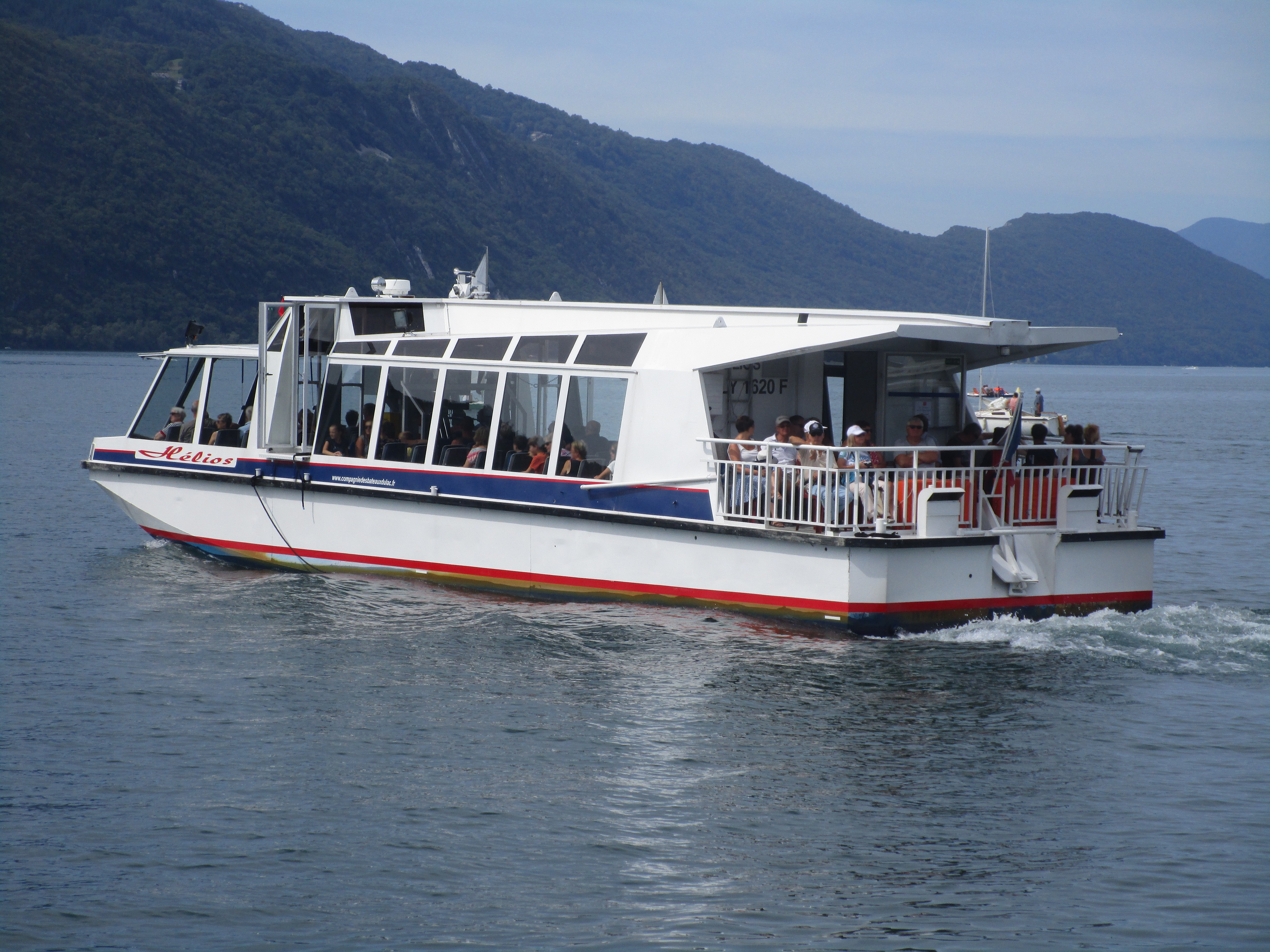
Un bateau touristique à la sortie du port.
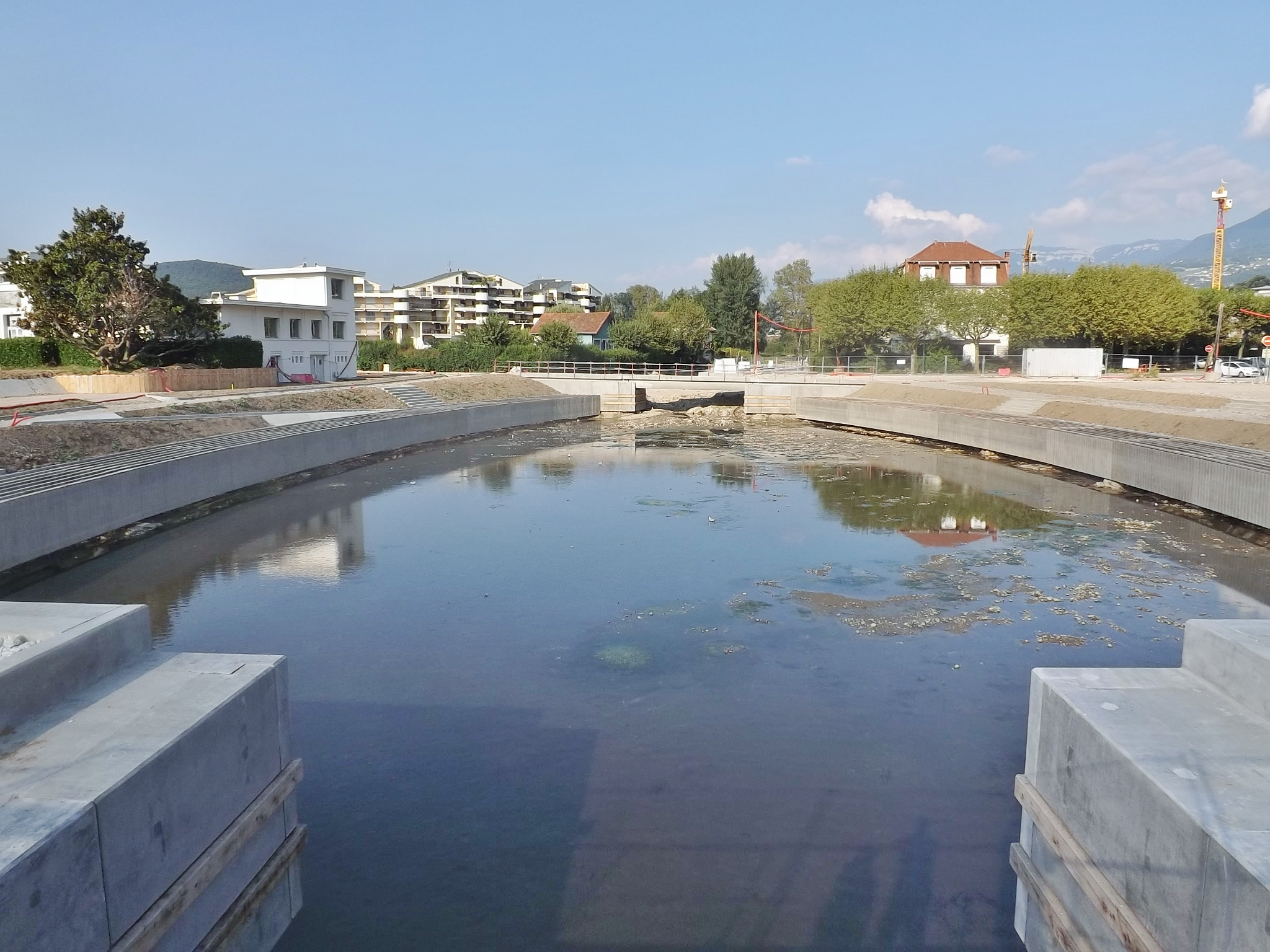
Des travaux en 2013 au Petit Port, à l'embouchure du Tillet.
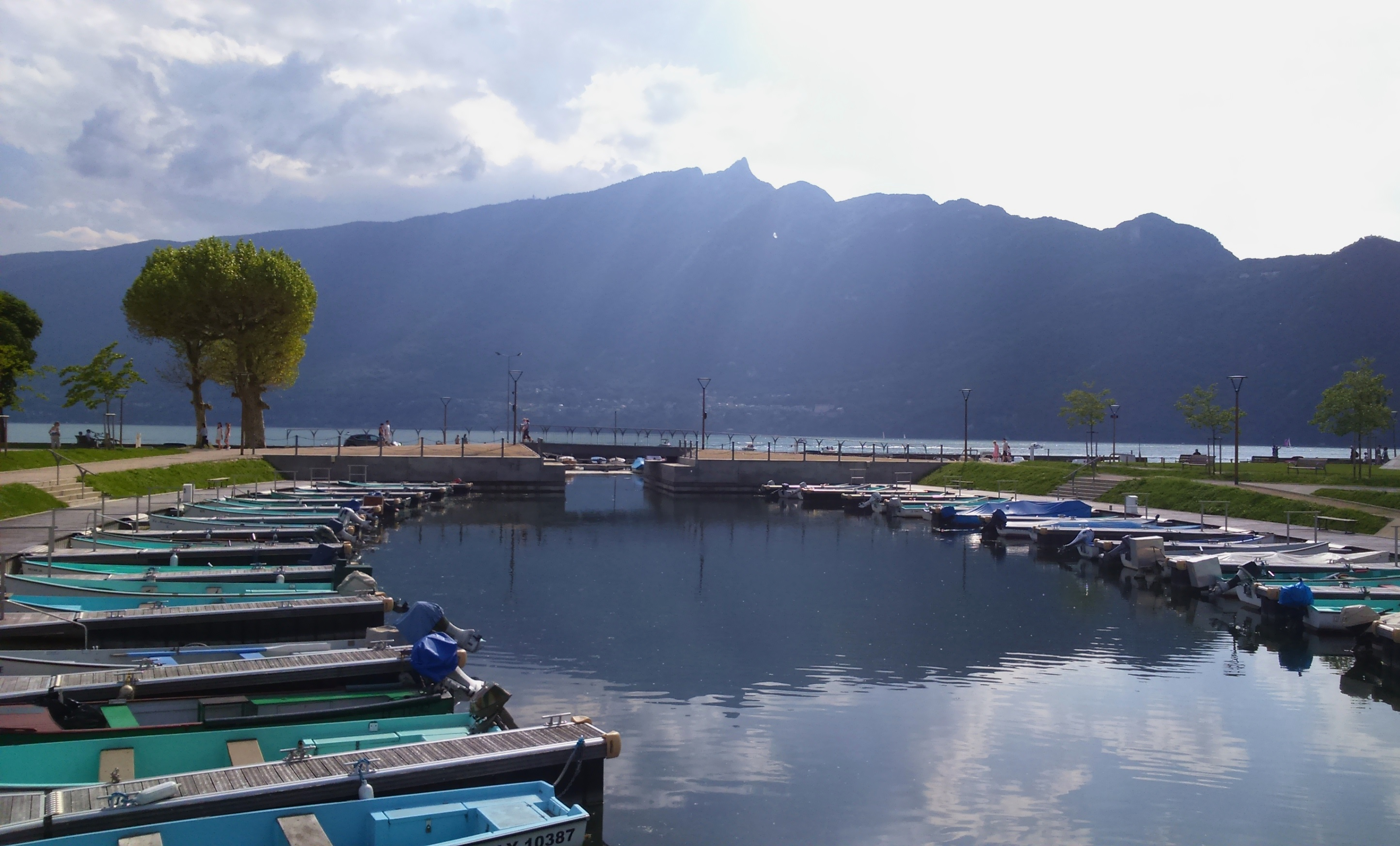
Le Petit Port en 2016.

## Cartes
- 1 : Grand port
- 2 : Petit port
- 3 : Port de Mémard